# Cryptotriton veraepacis
Cryptotriton veraepacis es una especie de salamandra en la familia Plethodontidae.

## Distribución geográfica y hábitat
Es endémica de los departamentos de Alta y Baja Verapaz (Guatemala). Su hábitat natural son los montanos húmedos tropicales o subtropicales. Su rango altitudinal oscila entre 1610 y 2290 m s. n. m..
Está amenazada de extinción debido a la destrucción de su hábitat.